# Opera omnia (album)
Opera omnia è un box composto da 8 CD che raccoglie l'intera produzione del gruppo I Cavalieri del Re. Contiene tutte le sigle scritte per i cartoni animati dal 1981 sino al 2007 ed anche quelle scartate o rimaste inedite, più tutte le basi musicali. A completare l'opera ci sono tre album mai editi prima su CD in versione completamente rimasterizzata: Album di famiglia, Christmas Dance e C'erano una volta i Beatles.
I primi acquirenti ricevettero in allegato altri due CD con ulteriori provini e versioni strumentali e il 45 giri Il fichissimo del baseball.

## Tracce

### CD 1: Sigle TV in onda 1981-82
1. La spada di King Arthur
2. Sasuke
3. Kimba
4. Lady Oscar
5. Minuetto per la regina
6. Canto di Andrè
7. Complotto a corte
8. Alle porte della rivoluzione
9. Superauto Mach 5 Go! Go! Go!
10. Il libro Cuore
11. L'Uomo Tigre
12. Nero cane di leva
13. Nero cucciolo
14. L'isola dei Robinson
15. Calendar Men
16. Moby Dick 5
17. Yattaman

### CD 2: Sigle TV in onda 1983-2007
1. Le avventure di Gamba
2. La ballata di Fiorellino
3. Godam
4. Chappy
5. Lo specchio magico
6. Ugo il re del judo
7. Coccinella
8. Ransie la strega
9. Gigi la trottola
10. I predatori del tempo
11. Devil Man
12. Nino, il mio amico ninja
13. Il fichissimo del baseball
14. Caro fratello...
15. La piccola Nell
16. Piccola piccola Nell
17. La macchina del tempo
18. C'erano una volta i Cavalieri del Re

### CD 3: Basi musicali sigle TV in onda 1981-82
1. La spada di King Arthur (base musicale)
2. Sasuke (base musicale)
3. Kimba (base musicale)
4. Lady Oscar (base musicale)
5. Minuetto per la regina (base musicale)
6. Canto di Andrè (base musicale)
7. Complotto a corte (base musicale)
8. Alle porte della rivoluzione (base musicale)
9. Superauto Mach 5 Go! Go! Go! (base musicale)
10. Il libro Cuore (base musicale)
11. L'Uomo Tigre (base musicale)
12. Nero cane di leva (base musicale)
13. Nero cucciolo (base musicale)
14. L'isola dei Robinson (base musicale)
15. Calendar Men (base musicale)
16. Moby Dick 5 (base musicale)
17. Yattaman (base musicale)
18. Kimba (base 2010)
19. Lady Oscar (Instrumental Edit Mix)
20. L'Uomo Tigre (Instrumental Edit Mix)
21. Superauto Mach 5 Go! Go! Go! (Instrumental Edit Mix)

### CD 4: Basi musicali sigle TV in onda 1983-2007
1. Le avventure di Gamba (base musicale)
2. La ballata di Fiorellino (base musicale)
3. Godam (base musicale)
4. Chappy (base musicale)
5. Lo specchio magico (base musicale)
6. Ugo il re del judo (base musicale)
7. Coccinella (base musicale)
8. Ransie la strega (base musicale)
9. Gigi la trottola (base musicale)
10. I predatori del tempo (base musicale)
11. Devil Man (base musicale)
12. Nino, il mio amico ninja (base musicale)
13. Il fichissimo del baseball (base musicale)
14. Caro fratello... (base musicale)
15. La piccola Nell (base musicale)
16. Piccola piccola Nell (base musicale)
17. La macchina del tempo (base musicale)
18. C'erano una volta i Cavalieri del Re (base musicale)
19. Ugo il re del judo (base 2010)
20. Nino il mio amico ninja (base 2010)
21. Il fichissimo del baseball (base 2010)

### CD 5: Sigle TV fuori onda
1. Il piccolo vichingo
2. Bye bye Frankenstein
3. La spada di King Arthur (prima versione)
4. Piccolo Banner
5. Le avventure di Tommy e Huck
6. Robot X Bomber
7. Chappy lo stregone
8. Il fantomatico Lupin
9. Nero soldato
10. Alle porte della rivoluzione (prima versione)
11. Ding dong il villaggio fantasia
12. La fanciulla di Siena
13. La ballata di Fiorellino (prima versione)
14. Manichini metropolitani
15. Ugo il re del judo (versione Guiomar)
16. Ding Dong il villaggio fantasia (versione Jonathan)
17. Dolce Sandybelle
18. Nino il mio amico ninja (versione Jonathan)
19. Digimon spiriti virtuali
20. Se Natale verrà

### CD 6: Album di famiglia
1. Gente del circo
2. La fanciulla di Le Fort
3. Nella verde valle
4. Non so dir di no
5. Messaggio d'amore
6. In ripa di Porta Ticinese
7. La gallina brasileira
8. Jonathino
9. Siam tutti Italiani
10. Illusioni nel samba
11. Luna Park
12. La domenica
13. Tornare al vecchio West
14. Bardonecchia
15. I favolosi anni '60

### CD 7: Christmas Dance
1. Christmas Dance
2. Jingle Bells (Din don dan)
3. Tu scendi dalle stelle
4. Buon Natale (Happy Christmas)
5. L'albero di Natale (O Tannenbaum O Tannenbaum)
6. Segui quella stella (Do You Hear What I Hear?)
7. Ninna nanna
8. La notte di Natale
9. Christmas Dance
10. O tacita notte (Still nacht, heilige nacht)
11. Adeste Fideles
12. Bianco Natale (White Christmas)
13. A Betlemme è nato Gesù (Piva piva)
14. La piccola città di Betlemme (O Little Town Of Bethlehem)
15. Il piccolo tamburino (Little Drummer Boy)
16. Girotondo intorno all'albero

### CD 8: C'erano una volta i Beatles
1. C'erano una volta i Beatles (versione Riccardo)
2. La prima cotta
3. Su vai da lei
4. Ma cos'ha Susy
5. Hey Jo
6. Mister Postman
7. C'erano una volta i Beatles (versione Clara)
8. La festa dell'amore
9. Bimba come te
10. Nonni in verde età
11. Lucy non lo sai ma t'amo
12. Samuel dice che...
13. C'erano una volta i Beatles (versione Guiomar)
14. Taxi giallo a Pipperland
15. Lo scemo sulla collina
16. Penny Lane
17. Lei se ne va
18. Ma chi sei?
19. C'erano una volta i Beatles (versione Jonathan)
20. Figlio mio non devi aver paura
21. Ragazzo mio vorrei
22. Max è un Edison
23. Eleanor Rigby
24. Voglio cantare all'inglese
25. C'erano una volta i Beatles (versione strumentale)
26. When I'm Sixty-four (Provino)

### CD 9 (extra)
1. Verdi foreste (strumentale)
2. Kimba (strumentale)
3. Lady Oscar (strumentale)
4. Minuetto per la regina (strumentale)
5. Canto di Andrè (strumentale)
6. Complotto a corte (strumentale)
7. Alle porte della rivoluzione (strumentale)
8. Ding Dong il villaggio Fantasia (strumentale e cori)
9. Lo specchio magico (strumentale)
10. La fanciulla di Siena (strumentale)
11. Sugar il boxer (provino)
12. Ugo il re del judo (prima versione)
13. Nino il mio amico ninja (provino)
14. Sweet Mademoiselle (primo provino)
15. Sweet Mademoiselle (secondo provino)
16. Coccinella (versione Riccardo)
17. Please Remember Me (provino)
18. Illusioni nel samba (provino)
19. Luna Park (provino)
20. Se Natale verrà (provino)
21. Digimon spiriti virtuali (base)
22. Se Natale verrà (base)

### CD 10 (extra)
1. Kimba (base e cori)
2. Yattaman (base e cori)
3. Ding dong il villaggio Fantasia (base e cori)
4. La ballata di Fiorellino (base e cori)
5. Godam (base e cori)
6. Ugo il re del judo (base e cori)
7. Nino il mio amico ninja (base e cori)
8. Coccinella (base e cori)
9. Devil Man (base e cori)
10. Ransie la strega (base e cori)
11. Gigi la trottola (base e cori)
12. I predatori del tempo (base e cori)
13. Il fichissimo del baseball (base e cori)
14. C'erano una volta i Cavalieri del Re (base e cori)
15. Digimon spiriti virtuali (base e cori)
16. Caro fratello (base e cori)
17. Se Natale verrà (base e cori)
18. La piccola Nell (base e cori)
19. Piccola piccola Nell (base e cori)
20. La macchina del tempo (base e cori)